# Эстлунд, Юханна
Юханна Эстлунд (швед. Johanna Östlund; род. 1 мая 1987 года, в Евле, Швеция) — шведская конькобежка, 11-кратная чемпионка страны, а также выиграла 1 серебряную и 5 бронзовых медалей на чемпионатах страны.

## Биография
Юханна Эстлунд начала кататься на коньках в возрасте 3-х лет в районе Хагастрём города Евле, а с 4 лет участвовала в соревнованиях среди самых младших в забегах на 100 м. Её первым тренером была мама Ева Эстлунд, которая научила её базовой технике и множеству упражнений.
С 1993 года она постоянно была на подиумах и в 2000 году выиграла спринтерское многоборье на молодёжном чемпионате Швеции. С 2001 года начала участвовать на юниорских чемпионатах страны и в 2004 году впервые выиграла «бронзу» в многоборье. С 2006 по 2012 год она выиграла «золото» в командной гонке преследования на чемпионате Швеции.
В 2009 году Эстлунд заняла 3-е место сразу на двух чемпионатах Швеции в спринте и классике, а в 2011 году завоевала золотые медали в этих дисциплинах. С 2011 по 2014 год она тренировалась в Академии конькобежного спорта KIA. В 2012 году вновь стала 1-й в спринтерском многоборье. В 2013 году она дебютировала на чемпионате Европы в Херенвене и на чемпионате мира в Солт-Лейк-Сити, где заняла последнее 33-е место.
В январе 2014 года Юханна заняла 26-е место в многоборье на чемпионате Европы в Хамаре и на чемпионате Швеции выиграла на дистанции 500 м и в спринтерском многоборье. В сезоне 2014/15 она не участвовала, пропустив его из-за нехватки финансов, поскольку расходы на её конькобежную карьеру оплачивала за свой собственный счёт и училась в Вагенингенском университете. В октябре 2015 года вновь вернулась к соревнованиям и уже в декабре заняла 2-е место в многоборье на Национальном чемпионате.
В 2017 году Юханна Эстлунд завершила карьеру спортсменки и ушла в научную деятельность.

## Личная жизнь
Юханна Эстлунд параллельно с конькобежным спортом с 2006 по 2014 год занималась продажами продуктов здравоохранения в компании «Life Europe AB». В 2015 году окончила Вагенингенский университет со степенью магистра в области питания человека, а в 2016 году получила степень магистра в области науки о продуктах питания в Шведском сельскохозяйственном университете в Уппсале. С апреля 2017 года по февраль 2022 года Йоханна работала менеджером проектов в Исследовательских институтах RISE, а с февраля — аспирант Шведского сельскохозяйственного университета. Кроме шведского владеет английским, немецким, голландским языками. Увлекается горными лыжами, бегом по пересеченной местности, пешим туризмом, скалолазанием, футболом, а также любит музыку, логические игры, такие как пасьянс, и любит молоко и бананы. В её семье есть старшие две сестры Эмма и Мона Сёстрем и брат Маттиас. Юханна встречалась с Томом ван Оммереном из Калгари.